# Schloss Metzenhof

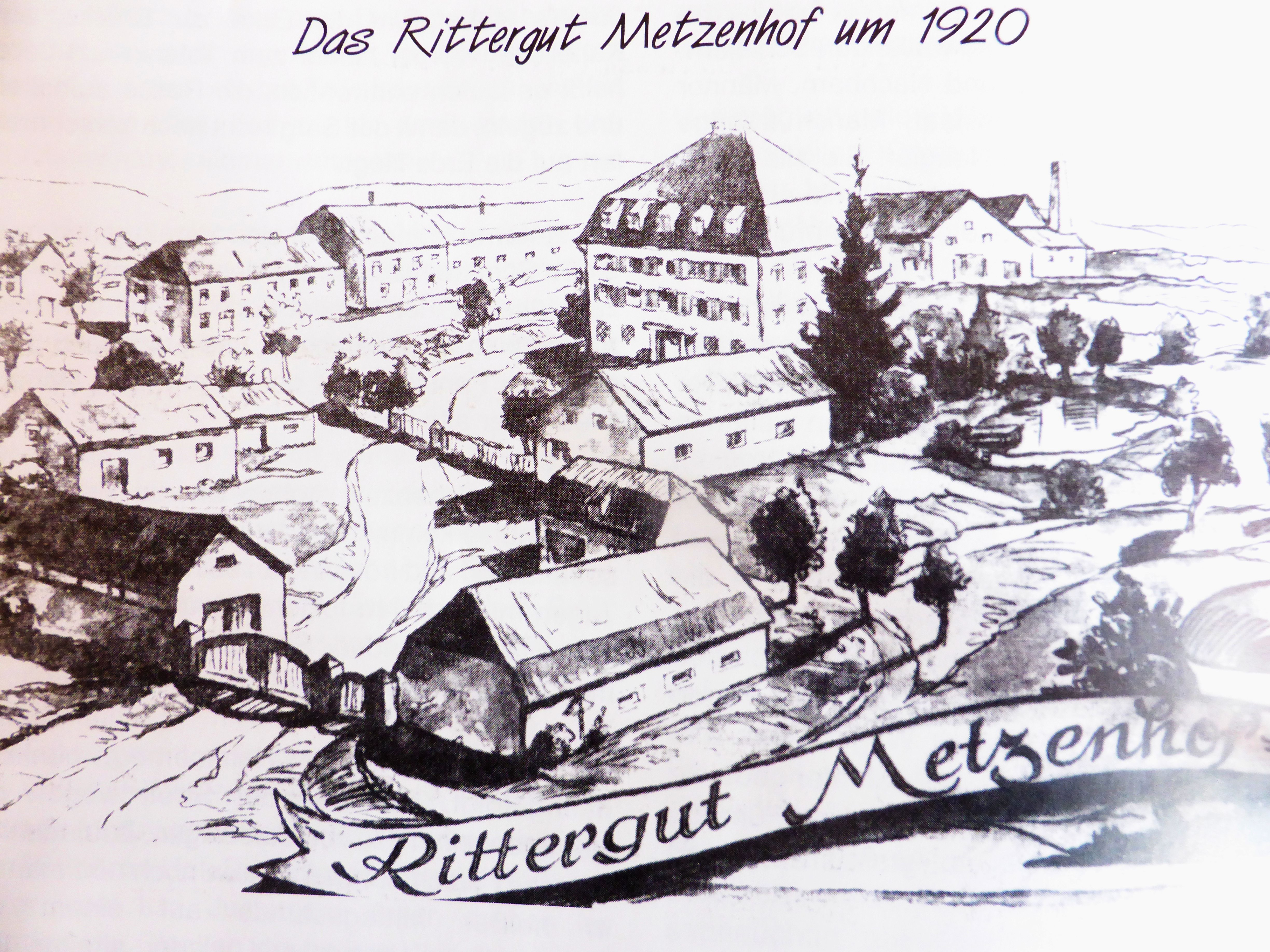
Rittergut Metzenhof (1920)

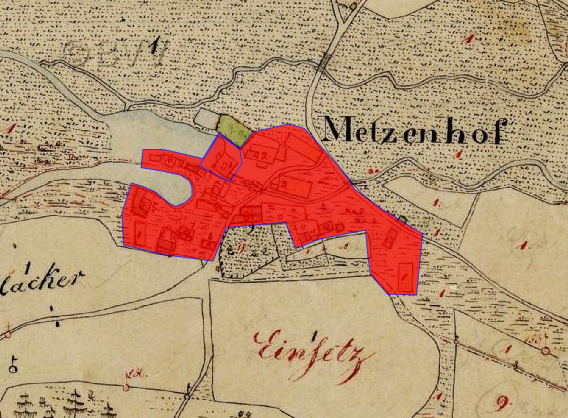
Lageplan von Schloss Metzenhof auf dem Urkataster von Bayern

Der ehemalige Hammer und das abgegangene Schloss Metzenhof liegen in dem Gemeindeteil Metzenhof der oberpfälzischen Gemeinde Kirchenthumbach im Landkreis Neustadt an der Waldnaab in Bayern.

## Geschichte
Der Hammer Metzenhof wurde erstmals im Verzeichnis der Oberpfälzer Hammereinigung von 1387 genannt. Besitzer war der Hammerherr Ortlieb Nequer (auch Naquer oder Neuber genannt). Seine Nachkommen blieben auf den Hammer bis 1544, zeitweise hatten sie auch eine Burghut zu Thurndorf und zu Eschenbach. 1439 verkaufte Engelbert Nequer den ewigen Zins von der Veste Bibrach, der von seinem Schwager Hans dem Bybracher bzw. von seiner Hausfrau an ihn kam. 1460 und 1488 wurden Wilhelm und Hans Nequer als Landsassen zu Metzenhof und Kumpf genannt. Als Landsassen hatten sie nun dem Landesherren mit einem Pferd zu dienen. 1499 erschien Caspar Nequer zum Metzenhof und Kumpf. Unter Hans und Diepold Nequer, Brüder zum Metzenhof und Kumpf und Burghüter zu Eschenbach, wurden Kumpf und Metzenhof miteinander vereint, danach wurde nur noch von Metzenhof gesprochen.

Vermutlich haben sie das Hammergut dann verkauft, denn es erschien die Familie Kotz für zwei Jahrhunderte auf dem Hammer. Diese Familie war sehr früh im Hammer- und Eisenwesen tätig; Jacob Kotz trat der Hammereinigung 1499 bei. 1415 klagte Hans Kotz, Besitzer des Metzenhofes, beim Auerbacher Landgericht gegen Köllner von Zirkendorf. Dieser war vermutlich nur kurzfristig im Besitz des Hammers, ansonsten aber in Bruck, Freishammer und Bodenwöhr begütert. 1550 ist dort von Hans Kotz die Rede, der 1555 auch den Hammer zu Hellziechen besaß, und der den Hammer Bodenwöhr verkaufte, um sich in Metzenhof niederzulassen. 1544 verzichtete er auf seine Landsassenrechte, diese aber 1570 wieder zurückerhalten. Hans Kotz verstarb 1572 und wurde zu Thurndorf begraben. Sein Epitaph befand sich links der Eingangstür und hatte die Inschrift „den 19. Dezember 1575 verschied der Erbar und Vest Hans Kotz zum Metzenhof, dem der Allmächtige eine fröhliche Auferstehung verleihe“. Das Familienwappen zeigt einen Hirschkopf mit einem achtendigen Geweih und der Umschrift „Christus ist mein Leben, Sterben mein Gewinn – Mors janua vitae!“ Seine Erben wurden seine Neffen Hans Christoph und Hans Jakob Leonhard Kotz zu Portenreuth, bis Hans Christoph den Metzenhof allein übernahm. Seine Frau Sibylla Kotzin wurde 1592 als Witwe genannt. Sie erhielt die Erlaubnis, in ihrem Hammer noch einen Blechhammer zu errichten. Sie hatte viel Mühe, den Hammer gangbar zu halten, vor allem weil es an Holzkohle mangelte. Sie verstarb am 30. November 1606; ihr Grabstein befand sich rechts an der Kirchenmauer von Thurndorf. Aus der Ehe stammten zwei Söhne: Konrad Kotz war Mitbesitzer von Eschenbach, er war seit 1619 verwitwet und starb hochbetagt 1633 an der Pest. Sein Bruder Georg Wilhelm starb im gleichen Jahr ebenfalls an dieser Krankheit. Konrad Kotz hatte zwei Söhne, der Sohn Emanuel Kotz stieg in „Lauff“ vom Obrist im schwäbischen Kreis zum kurfürstlichen Geheimrat, zum Oberamtmann und 1651 zum Gouverneur von Heilbronn auf. Sein Bruder Hans bewirtschaftete das Hammergut unter schwierigen Umständen, allerdings gehörten ihm auch Untertanen von Braunershof (heute im Bereich des Truppenübungsplatzes Grafenwöhr liegend) und Stegenthumbach. Einerseits war durch den Dreißigjährigen Krieg vieles verwüstet worden, und zum anderen war durch billigeres Eisen aus Böhmen eine wirtschaftliche Konkurrenz erwachsen. Das Landgericht Auerbach hat 1653 die Hofmarkgerechtigkeit von Metzenhof „disputiert und angezweifelt“. Als Hans Kotz 1654 starb, war der Besitz vollständig vergantet. Noch im gleichen Jahr kaufte Johann Sigismund Kotz von Portenreuth, Sohn des bereits erwähnten Hans Jakob Leonhard Kotz zu Portenreuth das Gut. Er war gut katholisch und leistete seine Pflicht am 25. November 1654, seine Frau war „unkatholisch“ und konvertierte erst 1664. 1657 kaufte er auch Kirchenthumbach und nannte sich ab 1660 Kotz von Metzenhof, Portenreuth und Kirchenthumbach. Erbe wurde sein Sohn Hans Christoph, der 1693 (oder 1698) mit 71 Jahren verstarb. Das Hammergut kam an seine Brüder Emanuel Christoph Kotz und Johann Sigmund Kotz. Ersterer wurde 1698 als Besitzer von Metzenhof genannt und starb 1729. Der Zweite (er nannte sich zu Metzenhof, Portenreuth und Thumbach) erschien 1706 beim Landtag und verstarb 1739. Aus deren Zeit wurde eine Kapelle Zur heiligen Dreifaltigkeit bei dem Schloss genannt, wobei Emanuel Christoph Kotz das Ansuchen stellte, dort die Messe besuchen zu können, da er aus Krankheitsgründen nicht nach Thumbach kommen konnte. Der Pfarrer von Thumbach gewährte ihm (auch weil er ein Wohltäter der Kirche war) die erbetene Lizenz „ad dies vitae“. Die Kapelle war 1802 verödet und wurde als Wohnhaus des Gärtners umgebaut. 1980/81 wurde in Metzenhof eine neue Kapelle errichtet und am 12. Juli 1981 eingeweiht; als Patron der Kirche wurde der heilige Franz von Assisi gewählt. Über dem Eingang zu diesem modern gestalteten Kapellenbau hängt eine Glocke von 1950.
1735 vermeldete der Pfleger von Eschenbach, dass der hinterlassene Sohn Franz Ferdinand Kotz mit seinen Besitzungen Metzenhof, Walbershof und Praunershof nebst der Landsasserei Kirchenthumbach seine Pflicht abgelegt habe. Auch ihm wurde eine Gottesdienstlizenz für Metzenhof erteilt. Von ihm ist ein Prozess mit dem Kloster Speinshart bekannt, da er bereits 1736 den Wagen des Klosters keine Durchfahrt gewähren wollte. Der Streit wurde erst 1755 beigelegt. Er war der letzte der Kotz im Mannesstamm und verstarb 1759. Seine Tochter Anna Maria Ernestina heiratete am 13. März 1745 den österreichischen Freiherrn und Hauptmann Karl von Thannenberg († 1762) und brachte ihm 1759 die Kotzschen Besitztümer ein. Deren einzige Tochter Maria Josepha Anna Franziska heiratete in erster Ehe am 6. Mai 1763 einen Offizier namens Jung und in zweiter Ehe am 21. September 1766 Joachim Maximilian Bernhardt L. B. Froenau auf Offenstetten, er war kurbayerischer Dragonerhauptmann und erbte 1774 den Besitz. Auch ihm wurde der Gottesdienst in Metzenhof gestattet; allerdings wurde sein Wunsch nach einem eigenen Kaplan abgeschlagen. Bei seinem Absterben 1789 wurden die Glocken eine halbe Stunde geläutet, ebenso bei seiner Einsetzung, das kostete 3 fl, die 24 Kerzen kosteten 6 fl und für den Messwein und die Paramente mussten nochmals 3 fl bezahlt werden. Auf der Grabplatte mitten im Gang der Kirche in Thurndorf steht folgende Aufschrift: „Hier ruht der Hoch- und Wohlgeborene Johann Max Reichsfreiherr von Frönau auf Offenstetten und Metzenhof, Seiner kurfürstl. Durchlaucht zu Pfalz-Bayern wirklicher Obrist-Leutnant des löbl. General Wallischen Dragonerregiments, Lehensherr der Stadt Cham. Geboren im 1736igsten Jahr 16. Juni und starb 19. Oktober 1789.“
1798 kaufte die Oberstleutnantswitwe Josepha Freiin von Frönau zu Metzenhof den halben Anteil von Unterschnaittenbach, verkaufte ihren Anteil aber bereits 1803 wieder.
Offenstetten, Metzenhof und Braunershof erbte der Sohn Josef Johann Max von Frönau. Auch er ersuchte 1795, die Messe im Schloss in einem eigens dazu eingerichteten Zimmer lesen zu lassen, da er jederzeit Geistliche vom Kloster Speinshart dafür bekommen könnte. Im Jahr 1822 baute er einen Zainhammer, nachdem er einen Prozess gegen den Besitzer der Haslmühl gewonnen hatte; er musste allerdings die Kohlen aus dem eigenen Wald herbeischaffen, damit sich das Holz für die Nachbarn nicht verteuerte. 1845 beschäftigte der Besitzer von Metzenhof mit seiner Eisenschmelze, dem Zain- und dem Waffenhammer, einer Kalkbrennerei und einer Ziegelei 120 Einwohner von Metzenhof.
1860 saß auf Metzenhof Karl Freiherr von Redwitz mit seiner Gemahlin Petronilla von Spermark und seinen Söhnen Alexander und Franz. Das Rittergut Metzenhof gehörte daraufhin Fürst Heinrich XXII. von Reuß zu Greiz (Fürstentum Reuß ältere Linie) und nach seinem Tod 1902 seiner Familie, die es 1917 verkaufte. Es erwarb Karl Dill. Dessen Familie bewirtschaftete das Gut bis zum 16. Januar 1937. Durch die Erweiterung des Truppenübungsplatzes Grafenwöhr fiel zwar nicht das Gut selbst, aber der größte Teil der bewirtschafteten Fläche in diese Erweiterung. Das dadurch unrentabel gewordene Gut verkaufte Dill an die Reichsumsiedlungsgesellschaft RUGES.
Das barocke Schlossgebäude mit einem mächtigen Walmdach wurde, zur Ruine verkommen, in den 60er Jahren abgebrochen. Den Dachstuhl des Schlosses hatte Hermann Göring, bereits nach dem Erwerb der Burg Veldenstein 1938/39, abbauen lassen und dort für Renovierungsarbeiten wiederverwendet.  Die Gemeinde Metzenhof wurde 1946 nach Kirchenthumbach eingemeindet. Am Platz des Schlosses (Metzenhof 1) steht nun eine Reitanlage mit Reithalle, Pferdestall und einem Außenreitplatz.